# John Carroll (attore)
John Carroll, pseudonimo di Julian LaFaye (New Orleans, 17 luglio 1906 – Los Angeles, 24 aprile 1979), è stato un attore statunitense.

## Biografia
John Carroll debuttò sul grande schermo alla fine degli anni venti e interpretò alcuni brevi ruoli non accreditati. Solo nel 1935 apparve con il nome d'arte di John Carroll nel film d'avventura Hi, Gaucho!, e partecipò a molti western degli anni trenta, incluso La maschera di Zorro (1937), nel quale interpretò il ruolo del protagonista.
Più frequentemente Carroll lavorò in ruoli di secondo attore a fianco di star maschili più celebri, come Cary Grant in Avventurieri dell'aria (1939), e John Wayne ne I falchi di Rangoon (1942). In quest'ultimo film Carroll impersonò Woody Jason, un pilota ribelle che entra nei Volontari d'America, un gruppo di aviatori conosciuti come "Tigri Volanti". Insofferente della disciplina e interessato unicamente ai compensi riconosciuti ai piloti che riescono ad abbattere gli aerei nemici, Carroll alla fine si riscatta morendo in una missione suicida nella quale riesce a salvare il suo comandante (Wayne).
Sempre nella metà degli anni quaranta, Carroll apparve anche in melodrammi come Peccatrici folli (1940), accanto a Joan Crawford, in commedie come I cowboys del deserto (1940), al fianco dei Fratelli Marx, e nel romantico Una lettera per Eva (1946). Nel secondo dopoguerra interpretò i western La saga dei pionieri (1947) e Texas selvaggio (1947), e l'avventuroso Angelo in esilio (1948), in cui impersonò un minatore che, dopo aver scontato una pena per furto di polvere d'oro, tenta di truffare una cittadina mineraria facendo credere di poter sfruttare una miniera ormai abbandonata, salvo redimersi nel finale.
Dall'inizio degli anni cinquanta Carroll iniziò a diradare le proprie apparizioni. Tra i film interpretati durante il decennio sono da ricordare Il diavolo nella carne (1950) e Il mio bacio ti perderà (1951), entrambi accanto a Vera Ralston, star femminile della casa produttrice Republic Pictures, e i western Decisione al tramonto (1957), al fianco di Randolph Scott, e 12 pistole del West (1958). Dopo due apparizioni televisive nelle serie Hondo (1967) e Disneyland (1967), Carroll si congedò dalle scene con il film Ride the Pink Car (1974), nel ruolo di Mr. Henry.

## Vita privata
Carroll fu sposato dal 1935 al 1936 con l'attrice e ballerina ungherese Steffi Duna, dalla quale ebbe una figlia, Julianna Benito. Nel 1947 sposò in seconde nozze Garnett Lucille Ryman, attrice teatrale nota con il nome di Jane Starr e influente executive a Hollywood, che fu al suo fianco fino alla morte, avvenuta il 24 aprile 1979, all'età di settantadue anni, a causa di una leucemia.

## Filmografia

### Cinema
- La compagnia d'assalto (Marianne), regia di Robert Z. Leonard (1929) (non accreditato)
- Il tenente di Napoleone (Devil-May-Care), regia di Sidney Franklin (1929) (non accreditato)
- Amor gitano (The Rogue Song), regia di Lionel Barrymore (1930) (non accreditato)
- Montecarlo, regia di Ernst Lubitsch (1930) (non accreditato)
- Il guerriero (Doughboys), regia di Edward Sedgwick (1930) (non accreditato)
- Passione cosacca (New Moon), regia di Jack Conway (1930) (non accreditato)
- Hi, Gaucho!, regia di Thomas Atkins (1935)
- La villa del mistero (Muss 'em Up), regia di Charles Vidor (1936)
- Murder on a Bridle Path, regia di William Hamilton ed Edward Killy (1936)
- The Accusing Finger, regia di James Hogan (1936)
- Death in the Air, regia di Elmer Clifton (1936)
- We Who Are About to Die, regia di Christy Cabanne (1937)
- La maschera di Zorro (Zorro Rides Again), regia di John English e William Witney (1937)
- Swingtime in the Movies, regia di Crane Wilbur (1938)
- La rosa di Rio Grande (Rose of the Rio Grande), regia di William Nigh (1938)
- Io sono un criminale (I Am a Criminal), regia di William Nigh (1938)
- Avventurieri dell'aria (Only Angels Have Wings), regia di Howard Hawks (1939)
- Uomini e lupi (Wolf Call), regia di George Waggner (1939)
- Congo Maisie, regia di H.C. Potter (1940)
- Phantom Raiders, regia di Jacques Tourneur (1940)
- Peccatrici folli (Susan and God), regia di George Cukor (1940)
- T'amerò follemente (Hired Wife), regia di William A. Seiter (1940)
- I cowboys del deserto (Go West), regia di Edward Buzzell (1940)
- Sunny, regia di Herbert Wilcox (1941)
- L'ultimo duello (This Woman Is Mine), regia di Frank Lloyd (1941)
- Lady Be Good, regia di Norman Z. McLeod (1941)
- Rio Rita, regia di S. Sylvan Simon (1942)
- Pierre of the Plains, regia di George B. Seitz (1942)
- I falchi di Rangoon (Flying Tigers), regia di David Miller (1942)
- The Youngest Profession, regia di Edward Buzzell (1943)
- Hit Parade of 1943, regia di Albert S. Rogell (1943)
- Bedside Manner, regia di Andrew L. Stone (1945)
- Una lettera per Eva (A Letter for Evie), regia di Jules Dassin (1946)
- La saga dei pionieri (Wyoming), regia di Joseph Kane (1947)
- Texas selvaggio (The Fabulous Texan), regia di Edward Ludwig (1947)
- La fiamma (The Flame), regia di John H. Auer (1947)
- La matadora (Fiesta), regia di Richard Thorpe (1947)
- Donne e avventurieri (Old Los Angeles), regia di Joseph Kane (1948)
- I, Jane Doe, regia di John H. Auer (1948)
- Angelo in esilio (Angel in Exile), regia di Allan Dwan e Philip Ford (1948)
- La lama di Toledo (The Avengers), regia di John H. Auer (1950)
- Il diavolo nella carne (Surrender), regia di Allan Dwan (1950)
- Hit Parade of 1951, regia di John H. Auer (1950)
- Il mio bacio ti perderà (Belle Le Grand), regia di Allan Dwan (1951)
- The Farmer Takes a Wife, regia di Henry Levin (1953)
- Geraldine, regia di R.G. Springsteen (1953)
- Reluctant Bride, regia di Henry Cass (1955)
- Decisione al tramonto (Decision at Sundown), regia di Budd Boetticher (1957)
- 12 pistole del West (Plunderers of Painted Flats), regia di Albert C. Gannaway (1958)
- Ride in a Pink Car, regia di Robert J. Emery (1974)

### Televisione
- Hondo - serie TV, 1 episodio (1967)
- Disneyland - serie TV, 2 episodi (1967)

## Doppiatori italiani
- Giulio Panicali ne La lama di Toledo, Il diavolo nella carne, Texas selvaggio, La saga dei pionieri
- Emilio Cigoli in Peccatrici folli, La matadora, T'amerò follemente
- Mario Pisu ne I falchi di Rangoon, Il mio bacio ti perderà
- Vittorio Sanipoli in Angelo in esilio
- Gualtiero De Angelis in Decisione al tramonto